# راي بوتريل
راي بوتريل (بالإنجليزية: Ray Putterill)‏ (3 فبراير 1989 في المملكة المتحدة - ) هو لاعب كرة قدم بريطاني في مركز الوسط. شارك مع منتخب إنجلترا تحت 16 سنة لكرة القدم. أما مع النوادي، فقد لعب مع نادي أكرينغتون ستانلي ونادي ساوثبورت ونادي ليفربول ونادي هايد إف سي وVauxhall Motors F.C. ‏ ونادي روتشديل ونادي فورمبي ‏.

## وصلات خارجية
- راي بوتريل على موقع قاعدة بيانات كرة القدم.إي يو (الإنجليزية)
- راي بوتريل على موقع Soccerbase.com (لاعب) (الإنجليزية)